# Lenhovda köping
Lenhovda köping var en tidigare kommun i Kronobergs län.

## Administrativ historik
Lenhovda köping bildades genom en ombildning av Lenhovda landskommun 1957. 1971 bildades så Uppvidinge kommun, till vilken Lenhovda fördes.
Köpingen hörde till församlingarna Herråkra och Lenhovda.

## Geografi

### Tätorter i köpingen 1960
| Tätort      | Folkmängd |
| ----------- | --------- |
| Lenhovda    | 1 186     |
| Sävsjöström | 300       |

Tätortsgraden i köpingen var den 1 november 1960 57,6 procent.

## Politik

### Mandatfördelning i Lenhovda köping 1958–1966
| 4 | 13 |  | 7 | 2 | 3 |

| 25 | 5 |

| 4 | 13 | 8 | 2 | 3 |

| 25 | 5 |

| 3 | 11 | 9 | 3 | 4 |

| 25 | 5 |